# Lisa Wentz
Lisa Wentz (* 27. Jänner 1995 in Tirol) ist eine österreichische Dramatikerin.

## Leben
Lisa Wentz wuchs in Schwaz in Tirol auf. Von 2014 bis 2017 absolvierte sie eine Schauspielausbildung in Wien. 2018 wurde sie im Studiengang Szenisches Schreiben der Universität der Künste Berlin aufgenommen, wo sie studierte, bis sie das Studium im Sommer 2022 abschloss.

## Theaterarbeit
Nach einigen kleineren Produktionen als Schauspielerin und Studienprojekten schrieb Wentz in Kooperation mit dem Theater Strahl in Berlin ihr erstes abendfüllendes Stück Aschewolken. Das Jugendstück wurde vom Bundesministerium für Familie, Senioren, Frauen und Jugend bei der Verleihung des Deutschen Jugendtheaterpreises 2020 mit einem Sonderpreis für Studierende des Szenischen Schreibens ausgezeichnet und 2021 im Theater Strahl in Berlin unter der Regie von Jörg Steinberg uraufgeführt. Die Produktion wurde 2021 mit dem IKARUS 21.0 als herausragende Berliner Theaterinszenierung für Jugendliche in pandemischen Zeiten ausgezeichnet.
Mit ihrem Stück Adern gewann Wentz 2021 den Retzhofer Dramapreis. Infolgedessen wurde das Stück im März 2022 als Produktion des Wiener Burgtheaters in der Spielstätte des Akademietheaters unter der Regie von David Bösch zur Uraufführung gebracht. Das Stück handelt von einem Tiroler Bergarbeiter, der mit Hilfe einer Annonce in der Zeitung die Niederösterreicherin Aloisia kennen lernt. Die beiden navigieren ihr Leben durch die Mühen der Nachkriegszeit und das Sterben des Schwazer Bergbaus.

## Werke
- Aschewolken (2020)
- Adern (2021)
- Verlangen, eine freie Überarbeitung von Eugene O’Neills Desire under the Elms, Uraufführung am Tiroler Landestheater (2024)[8]
- Azur oder die Farbe von Wasser, Uraufführung am Theater in der Josefstadt (2025)[9]

## Auszeichnungen
- 2020: Deutscher Jugendtheaterpreis 2020 (Sonderpreis für Studierende des Szenisches Schreibens)
- 2021: Retzhofer Dramapreis 2021
- 2022: Nestroy-Theaterpreis – Auszeichnung in der Kategorie Bestes Stück – Autorenpreis für Adern[10]
- 2023: Stipendium der CAA (Contemporary Arts Alliance) Berlin[11], nominiert von der Schaubühne Berlin[12]